# Словик (Лодзинське воєводство)
Словик (пол. Słowik) — село в Польщі, у гміні Зґеж Зґерського повіту Лодзинського воєводства.
Населення — 517 осіб (2011).
У 1975-1998 роках село належало до Лодзинського воєводства.

## Демографія
Демографічна структура станом на 31 березня 2011 року:
|          | Загалом | Допрацездатний вік | Працездатний вік | Постпрацездатний вік |
| -------- | ------- | ------------------ | ---------------- | -------------------- |
| Чоловіки | 260     | 63                 | 174              | 23                   |
| Жінки    | 257     | 43                 | 152              | 62                   |
| Разом    | 517     | 106                | 326              | 85                   |